# Gauche républicaine de Catalogne
Pour les articles homonymes, voir Gauche républicaine et ERC.
La Gauche républicaine de Catalogne (en catalan : Esquerra Republicana de Catalunya), en abrégé ERC, est un parti politique espagnol de gauche indépendantiste catalan.
Fondée en 1931, elle compte dans ses rangs des personnalités majeures de la Seconde République puis de la Guerre civile comme Francesc Macià et Lluís Companys. Après la Transition démocratique, il joue initialement un rôle mineur, à l'inverse de la coalition nationaliste de centre droit Convergence et Union (CiU). Son influence va croissante à partir des années 2000 et sa participation à plusieurs gouvernements catalans. Entre 2021 et 2024, elle retrouve, pour la première fois depuis les années 1930 la présidence de la Généralité avec Pere Aragonès.

## Histoire
Du 17 au 19 mars 1931, lors de la Conférence des gauches en vue de la préparation des élections municipales du 12 avril, ERC est créée à partir de la fusion de trois organisations : Estat Català, le Parti républicain catalan, L'Opinió, ainsi que d’autres forces mineures.

### Seconde République espagnole (1931-1936)
Dirigé par Francesc Macià et Lluís Companys à partir de 1931, le parti proclama le même jour l'instauration de l'État catalan le 14 avril 1931. Cette déclaration sera à l'origine de fortes tensions, un statut d'autonomie provisoire sera accordé par le gouvernement du comité révolutionnaire.
Lluís Companys, est élu président de la Généralité de Catalogne en 1934, déclare à nouveau l’indépendance pendant la révolution des Asturies de 1934. L’intervention de l'armée ordonnée par le gouvernement central, entraîna l'arrestation des dirigeants du parti jusqu'à l'arrivée du Front populaire espagnol en 1936 (le parti intègre le Front des gauches le 4 février 1936). Lluís Companys est alors nommé président de la Generalitat pour la seconde fois.

### Guerre d'Espagne et franquisme (1936-1977)
Le soulèvement d'une partie de l'armée contre le gouvernement républicain échoue en Catalogne et le conflit dérive en guerre civile. Le parti est déclaré illégal par Francisco Franco en 1939 qui obtient des nazis allemands l'arrestation de Companys, réfugié en France occupée, et le fait fusiller dans le château de Montjuïc à Barcelone en 1940.

### Retour de la démocratie

#### Un petit parti indépendantiste (1975-2003)
L'ERC est de nouveau autorisée à la fin du régime de Franco pendant la période de la Transition démocratique espagnole.

#### Montée en puissance
En 2003, l'ERC obtient 23 sièges et devient la troisième force du Parlement catalan. Elle intègre alors le gouvernement de Catalogne et fait partie du gouvernement de la Généralité de Catalogne, en coalition avec le Parti des socialistes de Catalogne (PSC) et les éco-socialistes d'Initiative pour la Catalogne Verts (ICV). Peu après la formation du gouvernement, Josep-Lluís Carod-Rovira, président de l'ERC, provoque une crise en rencontrant secrètement des dirigeants de ETA et il doit quitter son poste. Aux élections générales de 2004, ERC dispose de huit députés au Congrès des députés à Madrid et déclare son appui au gouvernement de José Luis Rodríguez Zapatero. La même année, ERC obtient un député européen.
ERC participe à la rédaction du projet d'un nouveau statut d'autonomie pour la Catalogne, que son secrétaire général Joan Puigcercós i Boixassa présente aux Cortes en 2005. Cependant en janvier 2006, les dirigeants de l'ERC annoncent la possibilité de ne pas voter pour le texte négocié entre le PSOE et la formation nationaliste modérée de CiU.
Aux élections catalanes de 2006, ERC obtient 21 députés et renouvelle le gouvernement tripartite avec le PSC et ICV en votant l'investiture de José Montilla au poste de président de la Généralité de Catalogne.
N'ayant su rentabiliser électoralement son implication au gouvernement catalan et étant victime de la bipolarisation politique PSOE & PP, ERC n'obtient que trois députés aux Cortes à Madrid lors des élections législatives espagnoles de 2008. ERC enregistre un net recul aux élections catalanes de novembre 2010, avec 10 sièges, mais réussit à garder ses trois députés à Madrid en novembre 2011.
En novembre 2012, l'ERC double son score et obtient 21 sièges au Parlement catalan, lors des élections anticipées, devenant la deuxième force représentée.
En mai 2014, lors des élections européennes, l'ERC obtient son meilleur score depuis la République en gagnant les élections en Catalogne avec 23,6 % des voix, devançant pour la première fois CiU et le PSC.

#### Ensemble pour le oui
À l'occasion des élections au Parlement de Catalogne de 2015, l'ERC s'allie avec la Convergence démocratique de Catalogne (devenue le Parti démocrate européen catalan - PDeCAT - en 2016) et plusieurs petites formations politiques et organisations au sein de la coalition Ensemble pour le oui (Junts pel Sí). La victoire de cette dernière permet à l'ERC de réintégrer le gouvernement de Catalogne.
Aux élections générales de 2015, l'ERC obtient neuf députés : Gabriel Rufián, Joan Tardà, Joan Capdevila i Esteve, Ester Capella i Farré, Xavier Eritja i Ciuró, Teresa Jordà Roura, Joan Olòriz Serra, Jordi Salvador i Duch et Ana Maria Surra Spadea.
À la suite de la dissolution du Parlement de Catalogne, l'ERC annonce le 4 novembre 2017 qu'elle ne reconduit pas la coalition avec le PDeCAT pour les élections régionales prévues le 21 décembre.

#### 2019
Lors des élections générales espagnoles d'avril 2019, l'ERC réalise son meilleur score en Catalogne depuis le retour de la démocratie, devenant la première force politique avec 15 sièges.

#### 2021
En 2021, Pere Aragonés se présente aux élections au Parlement de Catalogne et accède au poste de président de la Catalogne avec pour principaux objectifs d'obtenir l'amnistie des indépendantistes emprisonnés ou exilés, et la tenue d'un nouveau référendum. 

## Idéologie
Ses principes politiques ont été définis par une déclaration d’idéologie approuvée lors du XIXe congrès organisé en 1993 sur trois axes qui, selon ses partisans, répondent aux trois termes de son nom : Esquerra (social), República (soutien à la communauté) et Catalunya (soutien à la nation catalane).

## Organisation

### Gouvernance

#### Présidents
1. Francesc Macià (1931 – 1933)
2. Lluís Companys (1933 – 1935)
3. Carles Pi i Sunyer (1933 – 1935)
4. Lluís Companys (1936 – 1940)
5. Heribert Barrera (1993 – 1995)
6. Jaume Campabadal (1995 – 1996)
7. Jordi Carbonell (1996 – 2004)

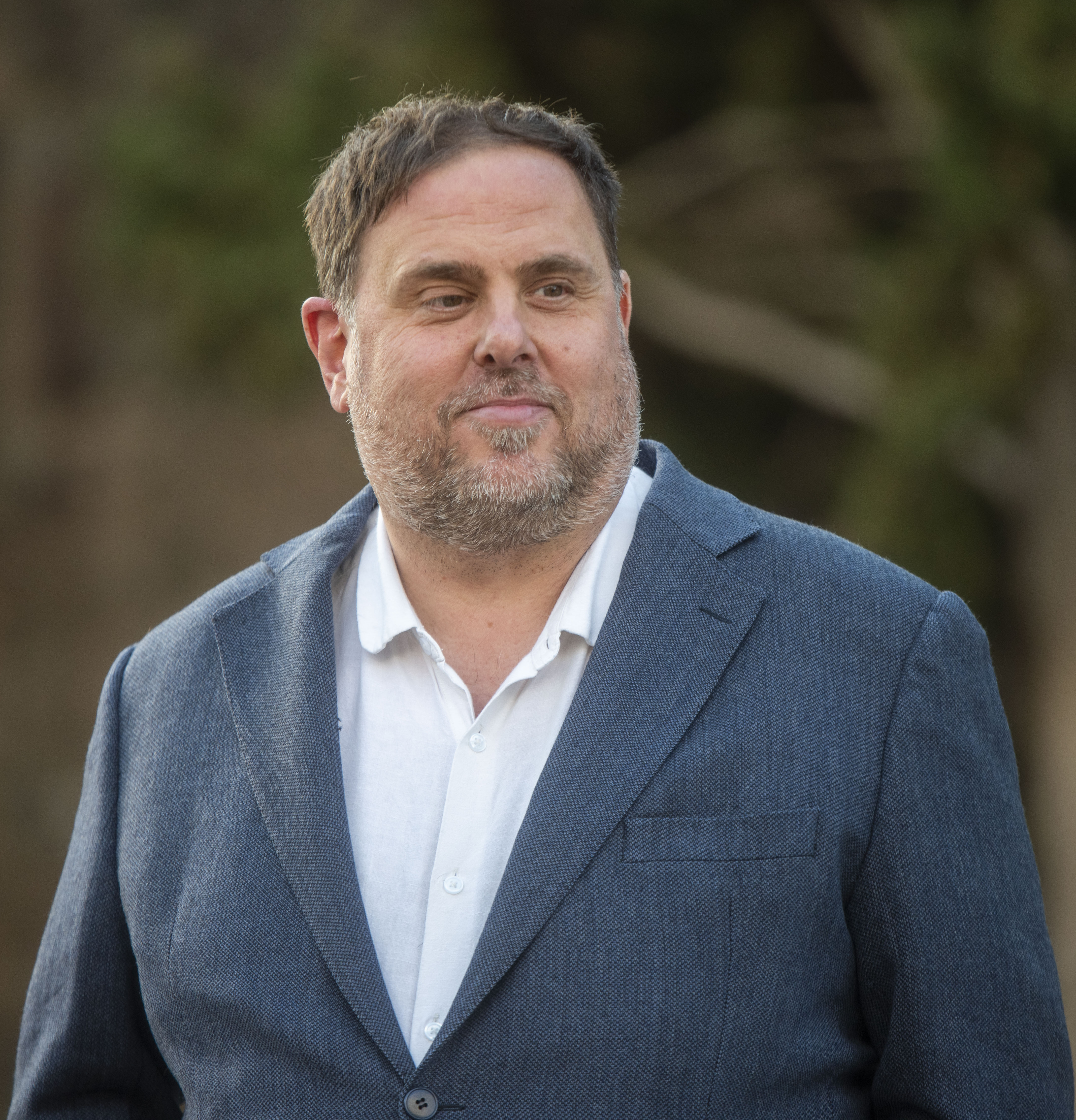
Le président d'ERC Oriol Junqueras.

8. Josep-Lluís Carod-Rovira (2004 – 2008)
9. Joan Puigcercós (2008 – 2011)
10. Oriol Junqueras (2011 – 2024)
11. Marta Rovira (2024 ) par intérim
12. Oriol Junqueras (depuis 2024)

#### Secrétaires généraux
1. Joan Lluís Pujol i Font (Mars 1931 – Avril 1931)
2. Josep Tarradellas (Avril 1931 – Mars 1932)
3. Joan Tauler (March 1932 – 1938)
4. Josep Tarradellas (1938 – 1957)
5. Joan Sauret (1957 – 1976)
6. Heribert Barrera (1976 – 1987)
7. Joan Hortalà (1987 – 1989)
8. Àngel Colom Colom (1989 – 1996)
9. Josep-Lluís Carod-Rovira (1996 – 2004)
10. Joan Puigcercós (2004 – 2008)
11. Joan Ridao (2008 – 2011)
12. Marta Rovira (2011 – 2024)
13. Elisenda Alamany (depuis 2024)

### Structuration territoriale
L'ERC est divisée en 12 fédérations régionales :
- Hautes-Pyrénées
- Barcelone
- Camp de Tarragona
- Catalogne centrale
- Catalogne Nord
- Èbre
- Gérone
- Îles Baléares
- Lérida
- Pays valencien
- Pénédès
- Région métropolitaine de Barcelone

### Fédération Gauche de Catalogne du Nord (Esquerra Catalunya del Nord)
Gauche de Catalogne du Nord (Esquerra Catalunya del Nord) est l'une des douze fédérations régionales, constituée dans le département français des Pyrénées-Orientales, appelé également Catalogne Nord par les catalanistes.

### Gauche républicaine du Pays valencien (Esquerra Republicana del País Valencià)
La section valencienne d'ERC au Pays valencien est Esquerra Republicana del País Valencià (ERPV). Fondée dès la Seconde République espagnole, elle concourt avec Esquerra Valenciana aux élections au Congrès espagnol de 1936, qui s'avèrent un succès.

## Résultats électoraux

### Élections générales espagnoles
| Année         | Congrès des députés                           | Congrès des députés                           | Congrès des députés                           | Sénat                                         |
| Année         | %                                             | Députés                                       | Rang                                          | Sénat                                         |
| ------------- | --------------------------------------------- | --------------------------------------------- | --------------------------------------------- | --------------------------------------------- |
| 1931          | 73,5                                          | 24 / 53                                       | 1er                                           |                                               |
| 1933          | 42,7                                          | 17 / 54                                       | 2e                                            |                                               |
| 1936          | 59,1                                          | 21 / 54                                       | 1er                                           |                                               |
| 1977          | 4,7                                           | 1 / 47                                        | 6e                                            | 1 / 16                                        |
| 1979          | 4,0                                           | 1 / 47                                        | 5e                                            | 1 / 16                                        |
| 1982          | 4,2                                           | 1 / 47                                        | 5e                                            | 2 / 16                                        |
| 1986          | 2,7                                           | 0 / 47                                        | 6e                                            | 0 / 16                                        |
| 1989          | 2,7                                           | 0 / 46                                        | 6e                                            | 0 / 16                                        |
| 1993          | 5,1                                           | 1 / 47                                        | 5e                                            | 0 / 16                                        |
| 1996          | 4,2                                           | 1 / 46                                        | 5e                                            | 0 / 16                                        |
| 2000          | 5,6                                           | 1 / 46                                        | 4e                                            | 1 / 16                                        |
| 2004          | 15,9                                          | 8 / 47                                        | 3e                                            | 3 / 16                                        |
| 2008          | 7,8                                           | 3 / 47                                        | 4e                                            | 3 / 16                                        |
| 2011          | 7,1                                           | 3 / 47                                        | 5e                                            | 0 / 16                                        |
| 2015          | 15,9                                          | 9 / 47                                        | 2e                                            | 6 / 16                                        |
| 2016          | 18,2                                          | 9 / 47                                        | 2e                                            | 10 / 16                                       |
| avril 2019    | Gauche républicaine de Catalogne-Sobiranistes | Gauche républicaine de Catalogne-Sobiranistes | Gauche républicaine de Catalogne-Sobiranistes | Gauche républicaine de Catalogne-Sobiranistes |
| novembre 2019 | Gauche républicaine de Catalogne-Sobiranistes | Gauche républicaine de Catalogne-Sobiranistes | Gauche républicaine de Catalogne-Sobiranistes | Gauche républicaine de Catalogne-Sobiranistes |
| 2023          | 13,2                                          | 7 / 48                                        | 4e                                            | 3 / 16                                        |

### Élections au Parlement de Catalogne
| Année | Chef de file             | Voix    | %     | Rang | Sièges   | Coalition                       | Gouvernement                                     |
| ----- | ------------------------ | ------- | ----- | ---- | -------- | ------------------------------- | ------------------------------------------------ |
| 1932  | Francesc Macià           | 269 550 | 52,6  | 1er  | 56 / 85  |                                 | Macià, Companys I, II, III                       |
|       |                          |         |       |      |          |                                 |                                                  |
| 1980  | Heribert Barrera         | 240 871 | 8,90  | 5e   | 13 / 135 | PSDC (ca) (1 député)            | Soutien                                          |
| 1984  | Heribert Barrera         | 126 943 | 4,41  | 5e   | 5 / 135  |                                 | Opposition                                       |
| 1988  | Joan Hortalà (ca)        | 111 647 | 4,14  | 5e   | 6 / 135  |                                 | Opposition                                       |
| 1992  | Àngel Colom (ca)         | 210 366 | 7,96  | 3e   | 11 / 135 |                                 | Opposition                                       |
| 1995  | Àngel Colom (ca)         | 305 867 | 9,49  | 4e   | 13 / 135 |                                 | Opposition                                       |
| 1999  | Josep-Lluís Carod-Rovira | 271 173 | 8,67  | 4e   | 12 / 135 |                                 | Opposition                                       |
| 2003  | Josep-Lluís Carod-Rovira | 544 324 | 16,44 | 3e   | 21 / 135 | Catalogne 2003 (ca) (2 députés) | Maragall (2003-05/2006), opposition (05-11/2006) |
| 2006  | Josep-Lluís Carod-Rovira | 416 355 | 14,03 | 3e   | 21 / 135 |                                 | Montilla                                         |
| 2010  | Joan Puigcercós (ca)     | 219 173 | 7,00  | 5e   | 10 / 135 |                                 | Opposition                                       |
| 2012  | Oriol Junqueras          | 498 124 | 13,70 | 3e   | 19 / 135 | CatSí (2 députés)               | Soutien                                          |
| 2015  | Oriol Junqueras          | JxSí    | JxSí  | JxSí | 20 / 135 | CDC, DC, MES                    | Puigdemont                                       |
| 2017  | Oriol Junqueras          | 935 861 | 21,38 | 3e   | 28 / 135 | DC (2 députés), MES (2 députés) | Torra                                            |
| 2021  | Pere Aragonès            | 603 607 | 21,30 | 2e   | 33 / 135 |                                 | Aragonès                                         |
| 2024  | Pere Aragonès            | 431 128 | 13,66 | 3e   | 20 / 135 |                                 | Soutien                                          |

### Élections européennes
| Année | Coalition                                   | %       | %         | Mandats |
| Année | Coalition                                   | Espagne | Catalogne | Mandats |
| ----- | ------------------------------------------- | ------- | --------- | ------- |
| 1987  | Europe des peuples                          | 1,70    | 3,70      | 0 / 60  |
| 1989  | Pour l'Europe des peuples                   | 1,51    | 3,29      | 0 / 60  |
| 1994  | Pour l'Europe des peuples                   | 1,29    | 5,52      | 0 / 64  |
| 1999  | Coalition nationaliste + Europe des peuples | 2,90    | 6,06      | 1 / 64  |
| 2004  | Europe des peuples                          | 2,45    | 11,80     | 1 / 54  |
| 2009  | Europe des Peuples - les Verts              | 2,49    | 9,20      | 1 / 50  |
| 2014  | La Gauche pour le droit de décider          | 4,01    | 23,69     | 2 / 54  |
| 2019  | Ahora Repúblicas                            | 5,58    | 21,21     | 2 / 59  |
| 2024  | Ahora Repúblicas                            | 4,91    | 14,81     | 1 / 61  |